# 釜石製鐵所山神社
釜石製鐵所山神社（かまいしせいてつしょさんじんじゃ）は、岩手県釜石市にある日本製鉄釜石製鉄所（旧釜石鉱山田中製鐵所）の守護神社。単に山神社と呼ばれることが多い。1894年、初出銑時のコークス銑で造られた鉄製扁額は市の有形文化財に指定されている。
なお釜石には複数の山神社（跡）があると推定されるので本項ではそちらも併せて記載する。

## 歴史
官営製鉄所時代、八幡館に祀ってあった八幡神社が町から遠く離れていたのでこれを唐波（河原波）に遷座し、その跡に祭ったのが釜石製鐵所山神社の始まりである。次に平山（官営製鉄所時代には西洋館があった場所で、現在は変電所がある山）に遷ったところ火災で焼失。そこで大高炉沢（大渡川、別名甲子川を挟んで大渡町3丁目の向かい側。昔は高炉があった）に遷ったが、相次ぐ工場の拡張もあり1919年（大正8年）5月の鈴子公園落成と共にその一角に遷る。1963年（昭和38年）7月、小川町へ遷座。現在は桜木町一丁目に存在する。
1917（大正6年）には釜石鉱山田中製鉄所の創業30周年記念として鉱主の田中家から桜、桃、梅、松、杉の苗木が釜石に贈られる。これらは山神社付近に植えられ繁茂し、毎年見事な花を咲かせた。赤銅屋根の山神社社殿もまた田中家より寄贈された物で、東京都神田区黒門町の工匠、宮惣が日本建築の粋を尽くして制作した。

## 例祭
1967年（昭和42年）から尾崎神社と合同で行われる釜石まつりを神事とする。10月第3日曜を含む金・土・日に開催され、中日には尾崎半島にある尾崎神社本宮から船で市内にある里宮に神体を奉遷する「曳き船まつり」が行われ、召船を中心に、虎舞や神楽を乗せた船が大漁旗をなびかせて釜石港内をパレードする。最終日は市内目抜き通りを虎舞や神楽、山車、手踊りのほか両神社の神輿が渡御する。

## 文化財

### 釜石製鐵所山神社鉄製扁額
2012年（平成24年）11月28日、扁額が釜石市から有形文化財（美術工芸品）に指定された。縦747mm、横1187mm、厚さ39mm、コークス銑鋳造。1894年（明治27年）に官営時の大型高炉が修復され、日本初の「コークス銑」産出に成功。この扁額はその時の初湯銑を鋳造して作成された。「山神」の揮毫は釜石鉱山田中製鉄所の技師長を務めた工学博士・香村小録であり、「明治二十七年十一月」の文字は機械設備主任の村井源兵衛、「以大高爐初湯鑄之 釜石銕山」はこの頃村井と共に高炉の昼夜担当者だった中島宣によるもの。またこの扁額を造るときに同じ材料で多数の恵比寿大黒天の置物も鋳造され、家内安全のお守りとして従業員に分配されたという。

### 釜石鉱山山神社山神碑
釜石鉱山山神社山神碑はかつて大橋高炉（第3高炉）のあった甲子町大橋の釜石鉱山山神社境内に所在する山神碑。向かって左側面に1857年(安政4)年11月を示す記銘がある。2020年(令和2年)2月25日、釜石市が有形文化財に指定。

## 釜石にあった他の山神社

### 橋野高炉の山神社跡
この山神社は安政年間に建設された橋野高炉で働く作業員たちの安全祈願のために建立された。橋野高炉の三番高炉は1887年（明治20年）創業の釜石鉱山田中製鉄所に吸収された後、1894年（明治27年）の栗橋分工場操業開始とともに廃止となる。その際、山神社の御神体や手水鉢などが橋野町中村の熊野神社に移された。跡地には「山神」と彫られた大きな石碑が建てられている。

### 栗橋分工場の山神社
1889年（明治22年）に沢の奥の大蕨に祀られていた山神社を栗橋分工場に移転し、鉱山の神として祀り、以来1921年（大正10年）休山に至るまで毎年盛大な祭典が行なわれた。この山神社は1970年代の時点で複数の石造り及び木製の鳥居や玉垣、燈籠、狛犬、そして流造様式の本殿などが残存したことが確認されており、香村小録の師である野呂景義揮毫の木製扁額も存在した。

### 釜石鉱山山神社
甲子町大橋にあり、釜石市の有形文化財に指定された「釜石鉱山山神社山神碑」が建つ。碑には向かって左側面に安政4年11月を意味する「安政丁巳仲冬」と彫られている。釜石鉱山田中製鐵所の事務長などを務めた大島善太郎奉納の花崗岩製手洗鉢や山神社と書かれた扁額もあった。山神碑以外は令和の今も現存しているか定かでない。

## 交通アクセス
- 釜石線小佐野駅より徒歩12分
- 三陸縦貫自動車道釜石中央ICより車3分